# Pourouma bolivarensis
Pourouma bolivarensis är en nässelväxtart som beskrevs av C.C. Berg. Pourouma bolivarensis ingår i släktet Pourouma och familjen nässelväxter. Inga underarter finns listade i Catalogue of Life.